# Patrick Pentz
Patrick Pentz (Salzburgo, Austria, 2 de enero de 1997) es un futbolista austriaco. Juega de guardameta y su equipo es el Brøndby IF de la Superliga de Dinamarca. Es internacional absoluto por la selección de Austria desde 2022.

## Trayectoria
Debutó profesionalmente el 15 de mayo de 2016 en el Austria Viena en la victoria por 3-0 ante el Sturm Graz.[cita requerida]
El 9 de julio de 2022 fichó por el Stade de Reims francés. Empezó la temporada de titular, pero fue relegado al banquillo tras conseguir una única victoria en los primeros siete partidos de la Ligue 1. Dejó el club en enero de 2023 después de marcharse al Bayer 04 Leverkusen, equipo que en agosto de ese mismo año lo cedió al Brøndby IF. Una vez finalizó la temporada se quedó en el club tras ser adquirido en propiedad y firmar un contrato hasta 2028.

## Selección nacional
Fue internacional en categorías inferiores por Austria. Debutó con la selección absoluta el 29 de marzo de 2022 ante Escocia en un amistoso.

### Participaciones en Eurocopas
| Copa          | Sede     | Resultado        | Partidos | Goles |
| ------------- | -------- | ---------------- | -------- | ----- |
| Eurocopa 2024 | Alemania | Octavos de final | 4        | 0     |

## Estadísticas
Actualizado al último partido disputado el 25 de mayo de 2025.
| Club                           | Div.          | Temporada     | Liga  | Liga  | Copas nacionales | Copas nacionales | Copas internacionales | Copas internacionales | Total | Total |
| Club                           | Div.          | Temporada     | Part. | Goles | Part.            | Goles            | Part.                 | Goles                 | Part. | Goles |
| ------------------------------ | ------------- | ------------- | ----- | ----- | ---------------- | ---------------- | --------------------- | --------------------- | ----- | ----- |
| Austria Viena · Austria        | 1.ª           | 2015-16       | 1     | 0     | 0                | 0                | —                     | —                     | 1     | 0     |
| Austria Viena · Austria        | 1.ª           | 2016-17       | 0     | 0     | 2                | 0                | 0                     | 0                     | 2     | 0     |
| Austria Viena · Austria        | 1.ª           | 2017-18       | 24    | 0     | 2                | 0                | 5                     | 0                     | 31    | 0     |
| Austria Viena · Austria        | 1.ª           | 2018-19       | 27    | 0     | 4                | 0                | —                     | —                     | 31    | 0     |
| Austria Viena · Austria        | 1.ª           | 2019-20       | 16    | 0     | 0                | 0                | 0                     | 0                     | 16    | 0     |
| Austria Viena · Austria        | 1.ª           | 2020-21       | 35    | 0     | 4                | 0                | —                     | —                     | 39    | 0     |
| Austria Viena · Austria        | 1.ª           | 2021-22       | 32    | 0     | 2                | 0                | 2                     | 0                     | 36    | 0     |
| Austria Viena · Austria        | Total club    | Total club    | 135   | 0     | 14               | 0                | 7                     | 0                     | 156   | 0     |
| Stade de Reims Francia         | 1.ª           | 2022-23       | 7     | 0     | 0                | 0                | —                     | —                     | 7     | 0     |
| Stade de Reims Francia         | Total club    | Total club    | 7     | 0     | 0                | 0                | 0                     | 0                     | 7     | 0     |
| Bayer 04 Leverkusen · Alemania | 1.ª           | 2022-23       | 0     | 0     | —                | —                | 0                     | 0                     | 0     | 0     |
| Bayer 04 Leverkusen · Alemania | Total club    | Total club    | 0     | 0     | 0                | 0                | 0                     | 0                     | 0     | 0     |
| Brøndby IF Dinamarca           | 1.ª           | 2023-24       | 27    | 0     | 3                | 0                | ―                     | ―                     | 30    | 0     |
| Brøndby IF Dinamarca           | 1.ª           | 2024-25       | 30    | 0     | 5                | 0                | 3                     | 0                     | 38    | 0     |
| Brøndby IF Dinamarca           | Total club    | Total club    | 57    | 0     | 8                | 0                | 3                     | 0                     | 68    | 0     |
| Total carrera                  | Total carrera | Total carrera | 199   | 0     | 22               | 0                | 10                    | 0                     | 231   | 0     |